# Sylvestre Hérisson
Pour les articles homonymes, voir Hérisson (homonymie).
Sylvestre Hérisson est un homme politique français né le 2 août 1835 à Surgy (Nièvre) et décédé le 6 septembre 1900 à Surgy.

## Biographie
Frère d'Anne-Charles Hérisson, il est avoué, maire de Surgy et conseiller général du canton de Clamecy de 1877 à 1889, puis président du conseil général. Il sera par la suite maire de Clamecy. Il est député de la Nièvre de 1881 à 1889, siégeant au groupe de la Gauche radicale, et sénateur de la Nièvre de 1896 à 1900, inscrit au groupe de la Gauche démocratique. Son activité parlementaire est très réduite.

## Sources
- Ressources relatives à la vie publique :   - Sénat
  - Base Sycomore
- « Sylvestre Hérisson », dans Adolphe Robert et Gaston Cougny, Dictionnaire des parlementaires français, Edgar Bourloton, 1889-1891 [détail de l’édition]
- « Sylvestre Hérisson », dans le Dictionnaire des parlementaires français (1889-1940), sous la direction de Jean Jolly, PUF, 1960 [détail de l’édition]